# Grampound Road
 (février 2024).
Pour les articles homonymes, voir Grampound et Grampound with Creed.
Grampound Road est un village des Cornouailles, en Angleterre. Le village fait partie de la paroisse civile de Ladock.